# Fundaziun Capauliana

Logo der Fundaziun Capauliana

Die Fundaziun Capauliana (rätoromanisch für «Capaulsche Stiftung») ist eine Bündner Sammlung von Bildern und kulturhistorischen Dokumenten aus Graubünden. Zusammengetragen wurde sie vom Rechtsanwalt Duri Capaul-Hunkeler (* 22. Mai 1923 in Lumbrein im Val Lumnezia, † 26. Juli 2009) und seiner Frau Claire Capaul-Hunkeler († 26. Mai 2010).

## Stiftung
Die Rechtsform der Stiftung besteht seit dem 17. Dezember 1986. Domiziliert ist sie in der Rheinfelsstrasse 1 in Chur.
Die Stiftungsurkunde gibt als Stiftungszweck (erneuert 2001) an: «Erhaltung, Ausbau und Erschliessung des Sammelgutes, das Land und Leute Graubündens, insbesondere im Spiegel der darstellenden Kunst und Grafik, zeigt».

## Archiv
Herzstück der Stiftung ist das "Bündner Bildarchiv". Dieses umfasst ein Inventar von insgesamt 28'000 Objekten, darunter 6'000 Originalbilder (Ölbilder, Zeichnungen und Aquarelle), 6'000 Grafiken, 15'000 historische Ansichtskarten, Landkarten, Fotografien und Plakate aus fünf Jahrhunderten.

## Leitung
Geleitet wurde das Archiv von 2014 bis 2022 von Chantal Störmer, seit September 2022 von Noëmi Bechtiger.